# Voltaire
Voltaire (n. 21 noiembrie 1694, Paris, Regatul Franței – d. 30 mai 1778, Paris, Regatul Franței) a fost un scriitor, filosof, istoric, dramaturg, satirist, prozator și epistoler al Iluminismului francez. 
Numele adevărat al autorului a fost François-Marie Arouet. Arout a adoptat pseudonimul de Voltaire în 1718, după încarcerarea la Bastilia. Originea pseudonimului este neclară. Este o anagramă a frazei Li Arovet (formată din Le Jeune (franceză, tânărul) și numele Arouet în ortografie latinizată), ca și o anagramă a numelui orașului natal Airvault din regiunea Poitou (au se citește o, iar e în Voltaire nu se pronunță). 

## Date biografice
Fiul unui notar avut, Voltaire a urmat colegiul iezuit Louis le Grand (Ludovic cel Mare). Aici și-a descoperit spiritul critic. Unchiul său l-a introdus în cercul deiștilor. La rugămintea tatălui său, în 1711 a început dreptul, pe care nu avea să-l termine, interesat fiind mai mult de discuțiile intelectualilor, scriitorilor și aristocraților ce aveau loc în palatele sau în cafenelele din Paris. Din pricina viziunilor sale critice, pe care le reda în batjocură, a fost întemnițat în 1717 pentru unsprezece luni la Bastilia. Fiind amenințat de o nouă arestare în Franța, s-a refugiat între 1726 și 1729 în Anglia, unde a fost influențat de empirismul lui John Locke și de deism. 
Ca deist și francmason, Voltaire a criticat fiecare formă a religiei instituționale și s-a implicat în neînțelegerile politice. El s-a autonumit Theist (un om cu credința în Dumnezeu, dar care a renunțat la creștinism). A fugit în Lorena când a fost emis un nou mandat de arestare împotriva lui în 1734. Din 1734 până în 1748, a trăit cu prietena sa Émilie du Châtelet la Castelul Cirey din Champagne. Aici și-a scris memoriile, tratatele de științe naturiste, istorie și politică, dar și opere dramatice și poetice. 
Prin mijlocirea Madamei de Pompadour la curtea regală, Voltaire a fost numit istoriograf și acceptat în Academia Franceză. Frederic cel Mare, care aparținea el însuși spiritelor iluminate ale secolului XVIII, l-a luat cu el în 1750 la Potsdam, unde și-a putut exprima credințele sale anticlericale și unde a putut lucra la o istorie universală, a putut colabora la Encyclopédie a lui Denis Diderot și unde a putut scrie primele articole pentru Dictionnaire philosophique portatif. Totuși, Voltaire a ajuns la contradicții cu Friedrich al II-lea, așa încât a fost necesar să părăsească Potsdamul în 1753. Voltaire a continuat să se îngrijească de corespondența cu Friedrich cel Mare. În 1755 s-a stabilit lângă Geneva la proprietatea sa din Ferney, devenind cunoscut ca ,,înțeleptul din Ferney".
În februarie 1778 Voltaire a revenit pentru prima dată în peste 25 de ani la Paris, unde a văzut premiera tragediei sale Irene (1778), dar s-a îmbolnăvit curând și a murit în 30 mai 1778.   Datorită criticii Bisericii, lui Voltaire i-a fost interzisă o înmormântare creștină în Paris. Prietenii și rudele au reușit să-l îngroape în secret la Abația din Scellières din Champagne. Inima și creierul său au fost îmbălsămate separat. În 11 iulie 1791, a fost depus în racla din Pantheon, într-o procesiune la care se estimează că au participat un milion de oameni, după o decizie a Adunării Naționale a Franței, care l-a considerat un premergător al Revoluției Franceze. 

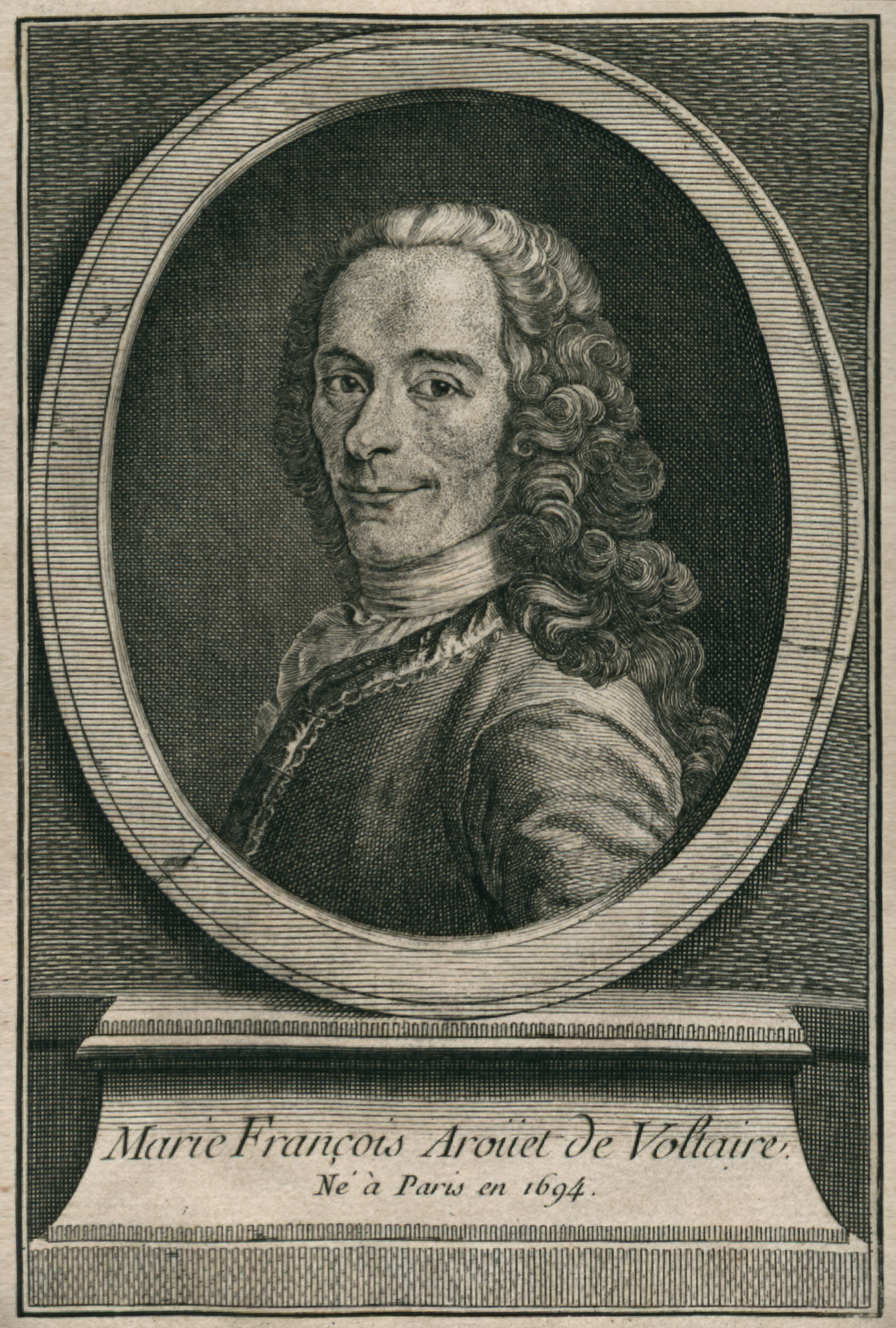
Un alt portret al lui Voltaire.

## Opera
Voltaire a fost un scriitor prolific cu peste 20.000 de scrisori și peste 2.000 de cărți și pamflete (piese de teatru, poezii, romane, eseuri, lucrări istorice și științifice). 
Concepția sa politică se bazează pe armonia dintre monarhi care dețin puterea politică și filozofi care dețin înțelepciunea. A susținut stabilirea unei monarhii constituționale în Franța. În Lettres philosophiques (1731), a detaliat liberalismul englez. 
Voltaire a fost, împreună cu Jean-Jacques Rousseau, un inițiator al Revoluției franceze și a luptat neobosit pentru drepturile civile (dreptul la un proces echitabil, libertatea de exprimare și libertatea religioasă) și pentru toleranță. Posteritatea i-a atribuit următorul panseu:  
„Părerea dumneavoastră mi se pare respingătoare, dar m-aș lăsa omorât pentru ca dumneavoastră să puteți să v-o exprimați.”
Multe din lucrările sale au fost scrise ca polemici, criticile îndreptându-se către instituții politice și Biserica Romano-Catolică. Voltaire a rămas celebru pentru multe aforisme memorabile și reproșuri acide. De exemplu, când jumătate din caii grajdurilor regale au fost îndepărtați din motive economice, el a propus, ironic, că ar fi fost mai bine să fi fost eliberați jumătate din măgarii de la curtea regală. 
Voltaire se considera un deist, iar Biblia o referință legală și morală depășită.  
Astfel, în Dictionnaire philosophique aduce argumente împotriva conceptului Marele lanț al vieții (Scala naturæ⁠(d)) care ar ordona ierarhic materia moartă, plantele și animalele.
Atitudinea lui față de Islam a variat de la ,,o sectă falsă și barbară” la ,,o religie înțeleaptă, severă, castă și umană". El a arătat, de asemenea, la un moment dat o înclinație spre ideile hinduismului și lucrările preoților brahmani. El vedea existența lui Dumnezeu ca pe o necesitate practică și morală:
„Dacă Dumnezeu nu ar exista, ar fi necesar să-L inventeze.”
„Este perfect evident pentru mine că există o ființă necesară, eternă, supremă și inteligentă. Aceasta nu este o chestiune de credință, ci de rațiune.”

### Lucrări
- Œdipe (1718)
- Lettres philosophiques (1731)
- Zaïre (1732)
- Eriphile (1732)
- Elémens de la philosophie de Newton (1738)
- Mahomet (scenetă)(1741)
- Mérope (1743)
- La princesse de Navarre (1745)
- Zadig (1747)
- Nanine (1749)
- Le siècle de Louis XIV (1751)
- L'Orphelin de la Chine (1755)
- Poème sur le désastre de Lisbonne (1756)
- Essai sur les moeurs (1756)
- Candid (1759). In aceasta povestire, Voltaire s-a opus filosofiei optimismului.
- Histoire de l'Empire de Russie sous Pierre le Grand (1763)
- Traité sur la tolerance (1763)
- Dictionnaire philosophique (,,Dicționar filozofic", 1764)
- Traité sur la tolérance (1763)
- Irène (1778)